# Légzőizmok
A légzőizmok a lélegzetvételhez szükséges izommunkát hajtják végre. Nyugalomban percenként átlagosan 10-14-szer veszünk levegőt. Ide tartozik a ferde nyakizom, a fejbiccentő izom, a külső bordaközi izom, a nagy mellizom, a trapézizom és jelentős szerepet tölt be a rekeszizom.

## Működésük
A légzés során levegőt szívunk be az orrunkon és szánkon keresztül, majd a tüdőbe juttatjuk. A többi mozgáshoz hasonlóan a légzőmozgások is izommunkát igényelnek. A lélegzőmozgásokat két fő izomcsoport hozza létre, a bordaközi izmok és a rekeszizom. Ez a mellkas mozgását figyelve egy mély lélegzetvételnél jól látható. A légzőmozgásokat létrehozó izmok együtt kitágítják a mellkast és benne a szivacsos állagú tüdőt. A növekvő térfogatú tüdőben a nyomás lecsökken, és így levegőt szippant be a légcsövön keresztül. Ezzel véget ér a belélegzés. A kilélegzéshez az izmok elernyednek, a bordák visszatérnek eredeti helyzetükbe, a rekeszizom pedig felveszi felfelé boltosuló alakját, és a tüdő is összeugrik. Ennek hatására levegő kiáramlik a tüdőből.
A légzőmozgások az agy irányítása alatt állnak. Az agy üzenetei az idegeken keresztül eljutnak az izmokig, és összehúzódásra késztetik őket. Ez percenként többször lejátszódik, még alvás közben is, a légzést végző izmok tehát igazából sosem pihennek hosszabban.